# Międzyresortowy Instytut Techniki Radiacyjnej Politechniki Łódzkiej
Międzyresortowy Instytut Techniki Radiacyjnej (MITR) – jeden z instytutów Wydziału Chemicznego Politechniki Łódzkiej, funkcjonujący pod obecną nazwą od roku 1970.

## Historia Instytutu
Początki Instytutu sięgają 1962 roku, kiedy powstała Katedra i Zakład Chemii Radiacyjnej. Jednak już cztery lata później, w 1966 r., katedrę przekształcono w Instytut Techniki Radiacyjnej, na czele którego stanął prof. Jerzy Kroh. Na przełomie lat 60. i 70. XX w. Ministerstwo Edukacji Narodowej i Państwowa Agencja Atomistyki przyznały instytutowi status międzyresortowego, wskutek czego powstała obecnie obowiązująca nazwa MITR.

## Działalność Instytutu
Badania w Instytucie prowadzone są nie tylko na poziomie podstawowym, lecz również w kierunku dalszych zastosowań. Ich tematyka obejmuje rozmaite dziedziny z pogranicza chemii i fizyki, w tym chemię fizyczną, ze szczególnym naciskiem na chemię radiacyjną i radiochemię, fizykę chemiczną, fotochemię, spektroskopię, fizykochemię polimerów, biofizykę i biochemię. Ponadto w 2000 roku powstało w Instytucie Centrum Doskonałości „Zastosowanie Laserów i Biomateriałów w Medycynie”. Poza tym działalność Instytutu obejmuje dydaktykę na różnych wydziałach Politechniki Łódzkiej i na wszystkich stopniach kształcenia.

## Władze Instytutu[3]
- Dyrektor Instytut – prof. dr hab. inż. Andrzej Marcinek.
- Zastępca dyrektora ds. naukowych – prof. dr hab. inż. Piotr Ulański
- Zastępca dyrektora – ds. dydaktycznych dr hab. inż. Adam Sikora, prof. uczelni

## Struktura Instytutu
W Instytucie istnieją liczne pracownie radiochemiczne (np. zamkniętych źródeł promieniowania, liniowego akceleratora elektronów), komputerowe, spektroskopowe (m.in. radiolizy impulsowej, laserowej spektroskopii molekularnej, fotolizy błyskowej, elektronowego rezonansu spinowego, fotochemii i spektroskopii, spektroskopii mas) oraz chemiczne (w tym fizykochemii roztworów i syntezy organicznej). Zajmują się one szeroko zakrojoną tematyką.

### Laboratorium laserowej spektroskopii molekularnej
Laboratorium laserowej spektroskopii molekularnej (LLMS, ang. Laboratory of Laser Molecular Spectroscopy) bada ultraszybkie zjawiska fizyczne i chemiczne, zachodzące w skali piko- i femtosekundowej, takie jak fotochemia, procesy przeniesienia elektronu czy reakcje utleniania i redukcji w pochodnych ftalocyjaniny. LLMS skupia się również na zastosowaniu metod laserowych rozdzielczych w czasie do badania ultraszybkich procesów zachodzących w proteinach pełniących ważne funkcje biologiczne w żywych organizmach, m.in. w bakteriorodopsynie. Dynamika lokalizacji i solwatacji elektronu nadmiarowego czy dynamika wibracyjna w układach tworzących wiązanie wodorowe oraz w materiałach ciekłokrystalicznych stanowi następny przedmiot badań podstawowych Laboratorium. Jako szczególne osiągnięcie zespołu należy ponadto wymienić opracowanie podwalin nowoczesnej techniki diagnostycznej metodą światła rozproszonego Ramana dla wykrywania wczesnych zmian nowotworowych w ludzkiej tkance gruczołu piersiowego we współpracy z Oddziałem Chirurgii Onkologicznej Wojewódzkiego Szpitala Specjalistycznego im. M. Kopernika w Łodzi. Funkcję kierowniczki LLMS pełni prof. Halina Abramczyk.

### Zespół chemii radiacyjnej stosowanej
Działalność zespołu chemii radiacyjnej stosowanej (ang. Division of Applied Radiation Chemistry) skupia się na:
- badaniu mechanizmów i kinetyki indukowanych radiacyjnie lub ultradźwiękami reakcji makrocząsteczek w roztworach,
- opracowywaniu nowych materiałów medycznych (np. hydrożeli, polimerowych układów dostarczających leki) oraz sztucznych organów,
- wykonywaniu testów biokompatybilności implantów.

Członkowie zespołu mają na swoim koncie ponad 30 patentów – opracowali m.in. technologię produkcji opatrunków hydrożelowych czy sposób wytwarzania nanożeli polimerowych. Grupą kierował prof. Janusz Rosiak.

### Laboratorium badań efektów izotopowych
Laboratorium badań efektów izotopowych (LIES, ang. Laboratory of Isotope Effects Studies) bada aktywność biologiczną wybranych klas związków organicznych, mechanizmy reakcji enzymatycznych i ich chemicznych modeli w oparciu o modelowanie molekularne i badania eksperymentalne, a także wykonuje teoretyczne obliczenia efektów izotopowych pierwiastków takich, jak wodór, węgiel, azot, tlen czy chlor. Pieczę nad zespołem sprawuje prof. Piotr Paneth.

### Zespół chemii biomedycznej
Zespół chemii biomedycznej analizuje reaktywność produktów pośrednich reakcji chemicznych, molekularne mechanizmy działania próbników przeznaczonych do detekcji reaktywnych form tlenu i azotu, a także zajmuje się syntezą i badaniem reaktywności chemicznej rozległej gamy soli pirydyniowych. Grupą kierował prof. Jerzy Lech Gębicki.

### Laboratorium metod izotopowych
Laboratorium metod izotopowych, prowadzone przez prof. Henryka Bema koncentruje się w swojej działalności na tematyce radioekologicznej i dotyczącej energetyki jądrowej, czyli rozważa np.:
- transport i zawartość w powietrzu nuklidów (210Bi, 210Po, 210Pb) i zanieczyszczeń pochodzących z pyłowych źródeł punktowych,
- możliwości redukcji zawartości 226Ra w krajowych fosfogipsach i ich techniczne wykorzystanie,
- migrację radionuklidów w matrycach cementowych,
- transport i infiltrację wód powierzchniowych do wód głębinowych,
- oddziaływanie lantanowców w poddawanych napromienianiu matrycach szkieł borokrzemianowych i fosforanowych oraz wpływ tych oddziaływań na migrację lantanowców[11].

### Zespół fizyki/chemii obliczeniowej
Zajmuje się badaniem teoretycznych procesów fizykochemicznych, zachodzących w układach napromieniowanych (tory promieniowania, procesy termalizacji elektronów i rekombinacji jonów, kinetyka procesów niehomogenicznych), modelowaniem układów fotofizycznych (np. organicznych ogniw fotowoltaicznych) tudzież symulacjami komputerowymi procesów o charakterze stochastycznym (np. dyfuzja anomalnej, kinetyka reakcji w „zatłoczonych” układach biologicznych). Funkcję kierownika zespołu pełni prof. Mariusz Wójcik.

### Laboratorium fizykochemii roztworów
Laboratorium prowadzi badania właściwości dynamicznych roztworów elektrolitów i polielektrolitów w układach wieloskładnikowych, w celu określenia współzależności pomiędzy solwatacją i asocjacją jonów. Mają one charakter zarówno doświadczalny, jak i teoretyczny (badania metodą dynamiki molekularnej). Zespołowi przewodniczy prof. Ewa Hawlicka.

### Laboratorium zaawansowanych technik utleniania
Zespół badawczy laboratorium analizuje metody uzdatniania wody i oczyszczania ścieków przy pomocy procesów zaawansowanego utleniania, ze szczególnym uwzględnieniem ścieków włókienniczych oraz pochodzenia chemicznego (zawierających barwniki, detergenty czy fenole). Wobec tego w laboratorium badane są
- układy modelowe czystych barwników i detergentów, związane z procesami ich rozkładu pod wpływem rodników,
- procesów fotokatalityczne, wykorzystywane do rozkładu wybranych związków w układach modelowych,
- związki odgrywające rolę wydajnych fotokatalizatorów, aktywnych w zakresie światła widzialnego.

Do innej grupy zagadnień należy zastosowanie techniki radiacyjnej do dezynfekcji obiektów zabytkowych, zwłaszcza drewnianych. Zespołowi przewodniczy prof. Magdalena Szadkowska-Nicze.

### Laboratorium fotolizy laserowej
Laboratorium, kierowane przez dra hab. Mariana Wolszczaka, zajmuje się tematyką w zakresie:
- struktury i dynamiki układów zorganizowanych (micele, polielektrolity, polimydła, polimery telecheliczne, dendrymery) z wykorzystaniem próbników fluorescencyjnych,
- migracji ładunku (indukowanego światłem i radiacyjnie) w obrębie helisy DNA,
- mechanizmów chemicznych, umożliwiających wykorzystanie nowych leków w fotodynamicznej terapii antynowotworowej,
- oddziaływań wybranych leków antynowotworowych (alkaloidy, chloryny) oraz porfiryn z albuminą osocza krwi ludzkiej,
- fotochemicznego osadzania nanocząstek srebra na powłokach TiO2[15].

### Laboratorium elektronowego rezonansu paramagnetycznego
Laboratorium elektronowego rezonansu paramagnetycznego (ang. Electron Spin Resonance Laboratory), któremu przewodzi prof. Ewa Szajdzińska-Piętek, prowadzi badania w zakresie:
- struktury, kinetyki i reaktywności produktów przejściowych, generowanych promieniowaniem jonizującym lub UV w fazach skondensowanych (np. produkty radiolizy DNA i innych związków o znaczeniu biologicznym, produkty fotojonizacji związków osadzonych w agregatach micelarnych, rodniki w matrycach polimerowych),
- identyfikacji oraz oznaczenia trwałych centrów paramagnetycznych (np. kompleksy kationów metali przejściowych, rodniki w preparatach żywnościowych),
- dynamiki i struktury układów mikroheterogenicznych, ustalanych metodą próbników spinowych (np. micele surfaktantów, liposomy, membrany biologiczne, jonomery)[16].

### Laboratorium biochemii fizycznej
Zespół badawczy laboratorium zajmuje się:
- reakcjami związków biologicznie ważnych z reaktywnymi formami tlenu,
- modyfikacjami białek przez surfaktanty,
- właściwościami tudzież reakcjami naturalnych antyutleniaczy (kwas askorbinowy, flawonoidy) w roztworach homogenicznych i mikrohomogenicznych.

Funkcję kierowniczki laboratorium pełniła prof. Lidia Gębicka.

### Pracownie radiochemiczne
W Instytucie znajdują się dwie podstawowe pracownie radiochemiczne:
- pracownia radiolizy impulsowej – zbudowana wokół liniowego akceleratora elektronów[18],
- pracownia zamkniętych źródeł promieniowania – zawierająca komorę radiacyjną[19] ze źródłami promieniowania gamma 60Co oraz bombę kobaltową[20] BK-10000.

Nad obydwoma laboratoriami pieczę sprawuje dr inż. Krzysztof Hodyr.